# Evangelisches Zentralarchiv in Berlin

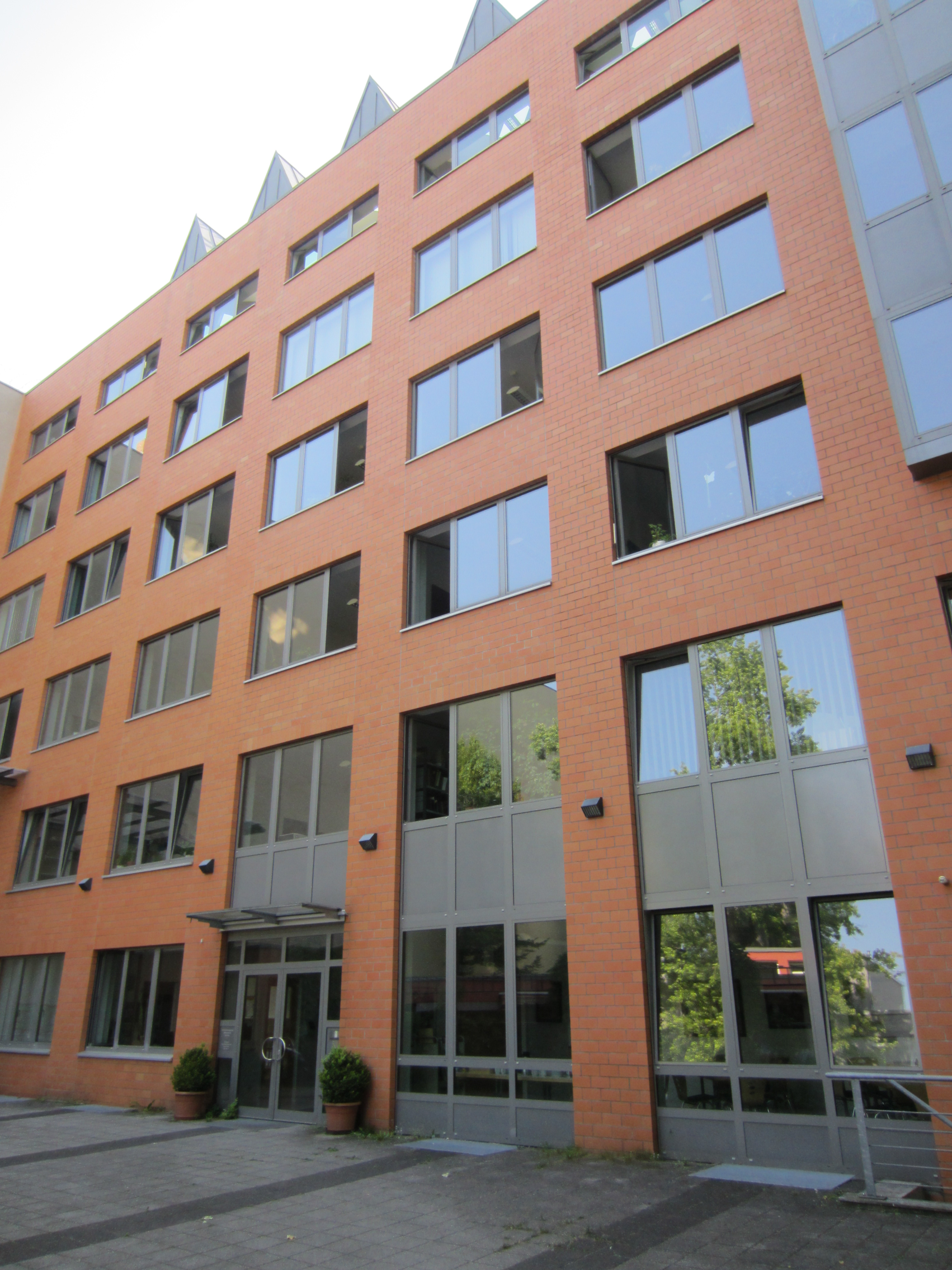
Außenansicht des Evangelischen Zentralarchivs

Das Evangelische Zentralarchiv in Berlin (EZA) ist das Archiv der Evangelischen Kirche in Deutschland und wird von der EKD und der EKU/UEK gemeinsam unterhalten. Es verwahrt die Unterlagen der Evangelischen Kirche in Deutschland (EKD) und der Union der Evangelischen Kirchen (UEK) sowie ihrer Rechts- und Funktionsvorgänger. Das EZA befindet sich seit 2000 im Kirchlichen Archivzentrum Berlin (KAB) in Berlin-Kreuzberg auf dem St. Thomas-Campus.

## Zuständigkeit
In Abgrenzung zu den Landeskirchlichen Archiven verwahrt das EZA die Unterlagen der zentralen kirchlichen Einrichtungen und Leitungsorgane, unter anderem folgender Institutionen:
- Eisenacher Konferenz
- Deutscher Evangelischer Kirchenbund
- Evangelische Kirche in Deutschland
- Bund der Evangelischen Kirchen in der DDR

Das EZA ist außerdem zuständig für das Archivgut und die Kirchenbücher aus den ehemaligen evangelischen Gemeinden in den preußischen Kirchenprovinzen östlich von Oder und Neiße sowie den Auslandsgemeinden.
Überdies sammelt das EZA auch die Nachlässe bedeutender evangelischer Persönlichkeiten sowie Archivgut überregionaler Institutionen und Vereine, wie zum Beispiel:
- Deutscher Evangelischer Kirchentag
- Evangelischer Kirchentag in der DDR
- Gustav-Adolf-Werk
- Evangelische Studentengemeinde
- Aktion Sühnezeichen und weitere Friedensdienste
- Kirchenkampf und darin involvierte Persönlichkeiten

## Benutzung

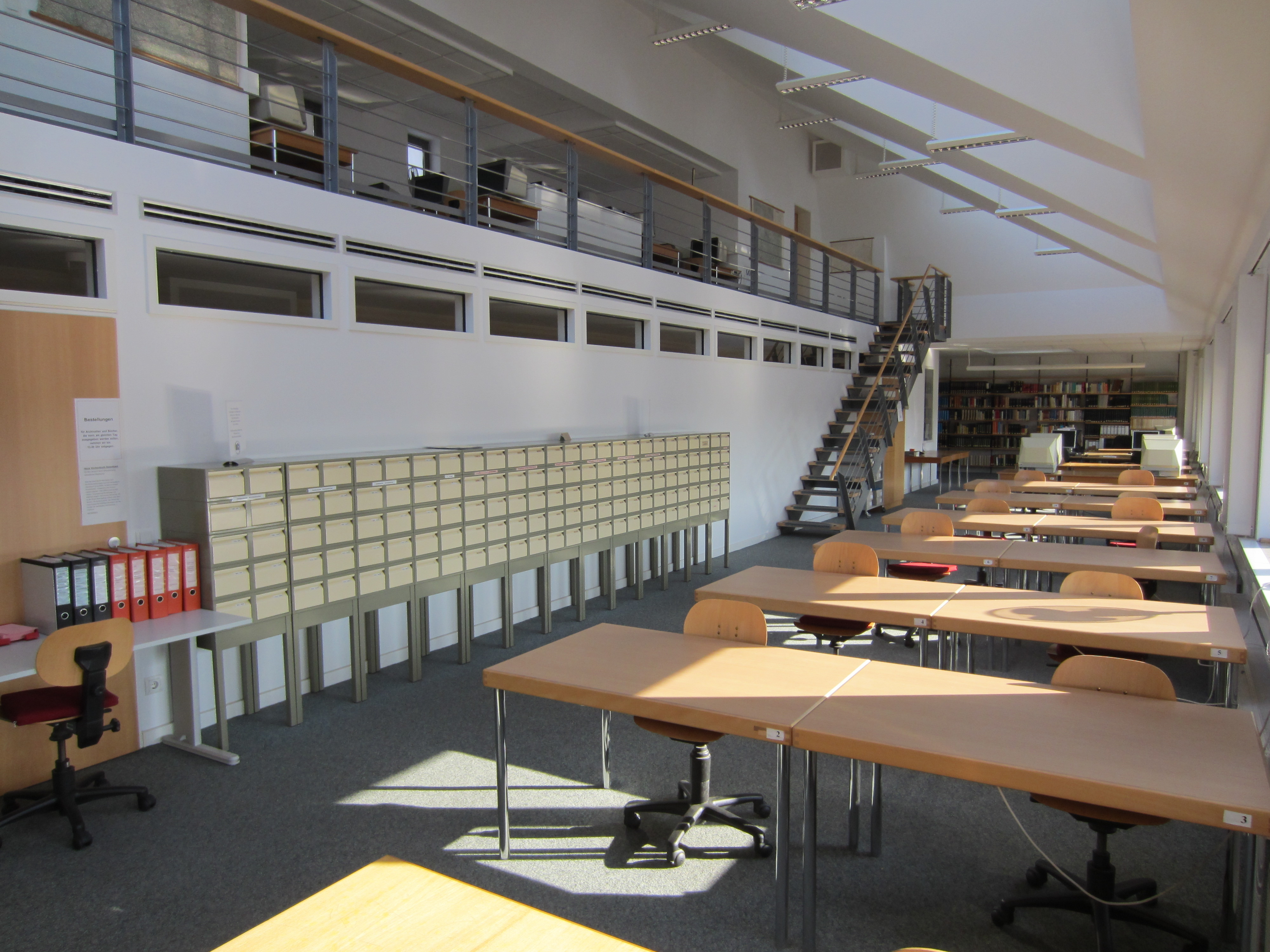
Benutzersaal

Auf Antrag können Interessierte die Unterlagen im EZA einsehen. Die Benutzung des Archivs erfolgt nach den Bestimmungen des „Kirchengesetzes über die Sicherung und Nutzung von Archivgut der Evangelischen Kirche in Deutschland“ (EKD-Archiv-Gesetz) und der Ordnung für die Benutzung des Kirchlichen Archivzentrums Berlin (Archivbenutzungsordnung). Wie in der „Gebührenordnung für die Benutzung des Kirchlichen Archivzentrums Berlin“ (Archivgebührenordnung) nachzulesen, können Gebühren für die Nutzung anfallen.
Die Höhe der Gebühren kann einer Gebührentafel auf der Homepage des EZA entnommen werden.
Die Bestände sind durch analoge Findmittel erschlossen. Zudem kann im Internet auf dem Rechercheportal Query gesucht werden. Dort ist bereits eine große Anzahl von Beständen nachgewiesen.

## Arbeitsbereiche/Abteilungen

### Gliederung
Die Mitarbeiterinnen und Mitarbeiter sind auf die verschiedenen Arbeitsbereiche aufgeteilt. Das sind die drei Hauptarbeitsbereiche Archiv, Bibliothek und Kirchenbuchstelle sowie der Magazindienst, die technischen Dienste und die Lesesaalaufsicht.

### Archiv
Die Archivarinnen und Archivare sind dafür zuständig, das Archivgut zu übernehmen, zu erschließen und für die Benutzung bereitzustellen, die abgebenden Stellen bei der Verwaltung ihrer Unterlagen zu beraten, Aufgaben der archivischen Aus- und Fortbildung wahrzunehmen sowie an der Auswertung des Archivgutes mitzuwirken sowie eigene Beiträge zur Erforschung und Vermittlung der Kirchengeschichte zu leisten. Alle Aufgaben sind im EKD-Archivgesetz festgeschrieben.

### Kirchenbuchstelle
Die Kirchenbuchstelle ist für die Verwahrung und Bereitstellung der Kirchenbücher der Auslands- und ehemaligen deutschen Gemeinden der Preußischen Landeskirche zuständig. Die Kirchenbuchstelle stellt Personen, die aus den ehemaligen Ostprovinzen kommen, Ersatzdokumente aus, wenn Kirchenbücher vorhanden sind. Diese dienen als rechtskräftige Nachweise zur Anlegung von Familienbüchern sowie bei Renten- und Erbschaftsangelegenheiten. In begrenztem Umfang können genealogische Suchanfragen von der Kirchenbuchstelle bearbeitet werden, es besteht jedoch auch die Möglichkeit, selber im Benutzersaal des Archivs tätig zu werden.
Die ehemaligen Ostgebiete teilen sich in 6 Kirchenprovinzen, für welche jeweils ein Sachbearbeiter zuständig ist. Die Kirchenprovinz Brandenburg stellt dabei einen Sonderfall dar: Das Zentralarchiv ist nur im Besitz der Kirchenbücher östlich der Oder, Kirchenbücher aus dem Gebiet des heutigen Bundeslandes Brandenburg liegen nur im Landeskirchlichen Archiv in Berlin/ELAB. Dieses befindet sich ebenfalls im Kirchlichen Archivzentrum in Berlin-Kreuzberg.
Insgesamt verwahrt die Kirchenbuchstelle:
- ca. 6.000 Kirchenbücher aus evangelischen Kirchengemeinden, die aus den ehemaligen Ostprovinzen der Evangelischen Kirche der altpreußischen Union stammen. Diese Gebiete gehören seit 1945 zu Polen, Russland und Litauen, deutsche evangelische Gemeinden gibt es dort nicht mehr.
- ca. 750 Militärkirchenbücher der ehemaligen preußischen Armee und der deutschen Wehrmacht.
- ca. 70 Auslandskirchenbücher aus deutschsprachigen evangelischen Gemeinden im Ausland.
- Personenstandsunterlagen aus dänischen Flüchtlingslagern.

Aus konservatorischen Gründen erfolgt die Einsicht nur noch in Form von Mikrofiches. Das Evangelische Zentralarchiv hat damit begonnen, die Kirchenbücher zu digitalisieren und die Digitalisate im Kirchenbuchportal Archion online bereitzustellen.

### Bibliothek
Die Bibliothek des Evangelischen Zentralarchivs ist eine Spezialbibliothek mit dem Sammelschwerpunkt Geschichte der evangelischen Kirche in Deutschland ab dem 19. Jahrhundert. Sie umfasst ca. 80.000 Bände sowie ca. 3.000 Zeitschriftentitel. Darunter befinden sich sowohl Monographien mit aktuellen Forschungsergebnissen als auch seltene, nicht kommerziell verlegte Publikationen aus dem 19. und 20. Jahrhundert („graue Literatur“) zu den Themenschwerpunkten:
- Kirchenkampf (1933–1945),
- Geschichte der evangelischen Kirche in der DDR,
- Geschichte der ökumenischen Bewegung
- Deutsche Auslandsgemeinden,
- Christliche Friedensbewegung,
- Evangelische Kirche in den ehemaligen deutschen Ostgebieten,
- Settlementbewegung,
- Quäker.

Alle Publikationen sind online über einen OPAC recherchierbar. Einzelne Veröffentlichungen sind digitalisiert und im Lesesaal abrufbar.
Publikationen
Das EZA hat diverse Publikationen veröffentlicht, deren Titel auf der Homepage des Archivs aufgeführt werden.

## Geschichte

### Das Archiv der EKD (1939–1979)
Im Jahr 1939 wurde als erstes Archiv für die gemeinsamen Einrichtungen der Evangelischen Kirchen das „Archiv der Evangelischen Kirche“ bei der Kirchenkanzlei der DEK in Berlin eingerichtet. Das verwahrte Archivgut überstand den Zweiten Weltkrieg unbeschadet und wurde 1960 nach Hannover und 1972 von dort nach Soest verlegt. 1974 kehrte das Archiv wieder nach Berlin in das Gebäude der Kirchenkanzlei der Evangelischen Kirche der Union zurück. Zunächst als eigene Einrichtung geführt, wurde es 1979 mit dem Archiv der EKU im EZA vereinigt.
Gleichzeitig gelangte mit dem Archiv der EKD das Ökumenische Archiv in das EZA. 1959 von Friedrich Siegmund-Schultze in Soest eingerichtet, wurde es 1972 von der EKD übernommen. Das Archiv sollte ein Dokumentations- und Forschungszentrum zur Geschichte der ökumenischen Bewegung und der christlichen Friedensbewegung seit ihren Anfängen sein. Darüber hinaus umfasst das ökumenische Archiv Nachlässe und Sammelmaterial von anderen Persönlichkeiten der Ökumene und der christlichen Friedensbewegung, die im Laufe der Zeit von Siegmund-Schultze zusammengetragen worden sind. Viele der Provenienzen sind nicht mehr festzustellen. Außerdem beinhaltete das Archiv eine umfangreiche Bibliothek.

### Das Archiv der Evangelischen Kirche der Union (1945–1979)
Die ersten archivarischen Aufgaben nahm 1945–1954 für die Evangelische Kirche der Union, der Nachfolgeorganisation der Kirche der Altpreußischen Union, das Konsistorium der Evangelischen Kirche in Berlin-Brandenburg wahr. Zehn Jahre später, 1964, wurde ein Hauptamtlicher Archivar von der EKU berufen und ein eigenes Archiv gegründet.
Dieses Archiv umfasste die Altregistratur des Evangelischen Oberkirchenrats und der Kirchenkanzlei der EKU als der Nachfolgebehörde des EOK. Außerdem verwahrte das Archiv die Archivalien der ehemaligen östlichen Kirchenprovinzen sowie die Kirchenbücher derselbigen.
Schließlich wurde dem Archiv der EKU das „Archiv für die Geschichte des Kirchenkampfes“, welches von Günther Harder zusammengestellt wurde, durch die Kirchliche Hochschule Berlin im Jahr 1976 übergeben.

### Gemeinsames Archiv von Bund der Evangelischen Kirchen in der DDR – Evangelische Kirche der Union – Evangelische Kirche in Berlin-Brandenburg

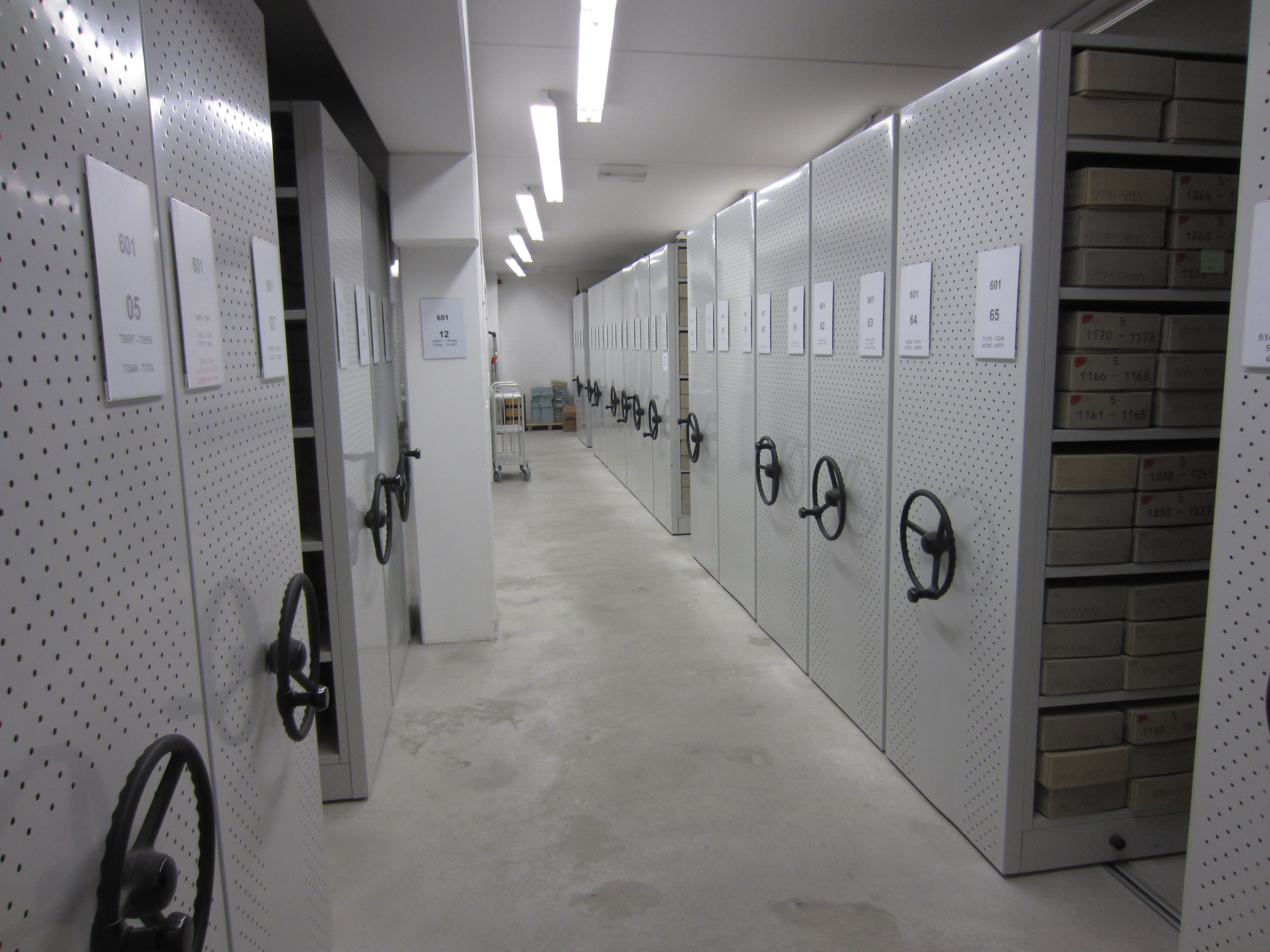
Magazinbereich im Evangelischen Zentralarchiv

1987 schlossen der Bund der Evangelischen Kirchen in der DDR (BEK), die Evangelische Kirche der Union - Bereich DDR (EKU), die Vereinigte Evangelisch-Lutherische Kirche in der DDR (VELK DDR) und die Evangelische Kirche in Berlin-Brandenburg, Region Ost (EKiBB) einen Vertrag über die Errichtung eines Gemeinsamen Archivs, das im Dietrich-Bonhoeffer-Haus in Berlin-Mitte untergebracht wurde. Dieses Archiv hatte die Aufgabe, das Schriftgut der zentralen Kirchenbehörden in der DDR zu übernehmen, zu bewerten, zu erschließen und für die Forschung zugänglich zu machen. Bereits 1988 löste sich die VELK im Bereich DDR auf, ihre Belange übernahm der BEK. Im Juni 1992 lief der Vertrag über das Gemeinsame Archiv aus. Die Bestände, die der BEK (ohne die Bestände der VELK DDR) und die EKU eingebracht hatten, wurden dem Evangelischen Zentralarchiv in Berlin (EZA) zugeführt.
Die Unterlagen der VELK DDR wurden an das für die Vereinigte Evangelisch-Lutherische Kirche in Deutschland (VELKD) zuständige Archiv abgegeben.
Mit der EKiBB wurde ein Depositalvertrag über die Verwahrung der Bestände im EZA abgeschlossen. Dieser ist durch die Errichtung des Evangelischen Landeskirchlichen Archivs in Berlin im Jahr 2000 beendet worden.

### Gründung des Evangelischen Zentralarchivs in Berlin
Das Evangelische Zentralarchiv in Berlin wurde 1979 geschaffen und setzt sich aus den ehemaligen Archiven der EKD und der EKU zusammen. Als am 30. Juni 1992 der Vertrag über das Geheime Archiv von Bund, EKU und EKiBB auslief, wurden die Bestände des BEK und der EKU mit denen des EZA vereinigt. Bis zum Jahr 2000 befand sich das EZA im Gebäude des Evangelischen Oberkirchenrates in der Jebensstraße 3 in Berlin-Charlottenburg. Seit dem Jahr 2000 ist das Archiv im Kirchlichen Archivzentrum Berlin, einem Archivzweckbau, untergebracht. In dem Gebäude befinden sich auch das Archiv der evangelischen Landeskirche in Berlin-Brandenburg-Schlesische Oberlausitz, das Diözesanarchiv Berlin und das Archiv des Berliner Missionswerkes.